# Josef Mayr (Politiker)
Josef Mayr (* 28. Februar 1950 in Kempten (Allgäu)) ist ein deutscher Kommunalpolitiker (CSU) und ehemaliger Postbeamter. Er ist seit 1978 Mitglied des Stadtrats von Kempten und war von 2002 bis 2020 Zweiter beziehungsweise Dritter Bürgermeister der Stadt.

## Politische Laufbahn
Mayr wurde 1978 als jüngstes Mitglied in den Stadtrat von Kempten gewählt und gehört diesem seither ununterbrochen an. Von 1990 bis 2002 war er Vorsitzender der CSU-Fraktion im Stadtrat.
Von 2002 bis 2014 war er Zweiter Bürgermeister und von 2014 bis 2020 Dritter Bürgermeister. Seit 2020 ist er Vorsitzender des Ausschusses für Mobilität und Verkehr sowie Mitglied mehrerer weiterer Ausschüsse, darunter der Ausschuss für Kultur und Stadttheater, der Ausschuss für öffentliche Ordnung und der Haupt- und Finanzausschuss.

## Ehrenamtliches Engagement
Seit 2011 ist Mayr Vorsitzender des Hospizvereins Kempten-Oberallgäu e. V. Unter seiner Leitung wurde 2020 der Neubau des Allgäu-Hospizes in Kempten eröffnet.
Darüber hinaus gehört er dem Stiftungsrat der Stiftung für Körperbehinderte Allgäu an.

## Auszeichnungen
Mayr erhielt 2005 die Kommunale Verdienstmedaille in Bronze und 2010 die Rathausmedaille in Gold. Außerdem ist er Träger des Ehrenrings der Stadt Kempten. Am 12. Januar 2023 wurde ihm das Bundesverdienstkreuz am Bande verliehen.
Anlässlich seines 75. Geburtstags im Februar 2025 würdigte ihn Oberbürgermeister Thomas Kiechle als „Ansprechpartner und Ratgeber“. Im Juli 2025 erhielt er den Ehrenkrug der Stadt Kempten.

## Persönliches
Mayr ist verheiratet und lebt in Leubas (Kempten).